# Wickham Market
Wickham Market – wieś w Anglii, w hrabstwie Suffolk, w dystrykcie East Suffolk. Leży 18 km na północny wschód od miasta Ipswich i 126 km na północny wschód od Londynu. W 2001 miejscowość liczyła 2204 mieszkańców.